# Our Skyy
Our Skyy (tiếng Thái: Our Skyy – อยากเห็นท้องฟ้าเป็นอย่างวันนั้น; RTGS: Our Skyy – Yak Hen Thong Fa Pen Yang Wan Nan) là một bộ phim truyền hình Thái Lan phát sóng năm 2018 với sự tham gia của Jumpol Adulkittiporn (Off), Atthaphan Phunsawat (Gun) (trong Senior Secret Love: Puppy Honey), Purim Rattanaruangwattana (Pluem), Wachirawit Ruangwiwat (Chimon) (trong My Dear Loser: Edge of 17), Thanatsaran Samthonglai (Frank), Sattabut Laedeke (Drake) (trong 'Cause You're My Boy), Tawan Vihokratana (Tay), Thitipoom Techaapaikhun (New) (trong Kiss Me Again), Perawat Sangpotirat (Krist) và Prachaya Ruangroj (Singto) (trong SOTUS S: The Series). Được sản xuất bởi GMMTV, bộ phim gồm 5 tập về 5 cặp đôi lần lượt theo thứ tự phát sóng là PickRome, InSun, TeeMork, PeteKao, và ArthitKongpob.
Bộ phim được phát sóng vào lúc 20:00 (ICT), thứ Sáu trên LINE TV, bắt đầu từ ngày 23 tháng 11 năm 2018. Bộ phim kết thúc vào ngày 21 tháng 12 năm 2018.

## Cốt truyện
Our Skyy là một bộ phim bao gồm 5 câu chuyện khác nhau ghi lại các mặt khác nhau của tình yêu. Mỗi câu chuyện được coi là phần tiếp theo, tiếp nối của 5 bộ phim BL đình đám của Thái Lan gồm Senior Secret Love: Puppy Honey, My Dear Loser: Edge of 17, 'Cause You're My Boy, Kiss Me Again và SOTUS S: The Series. Vì vậy mỗi tập phim được đặt tên là #PickRome, #InSun, #TeeMork, #PeteKao, và #ArthitKongpob lần lượt dựa trên tên của nhân vật chính.

## Diễn viên
Dưới đây là dàn diễn viên của bộ phim:

### TậpPickRome
Phát sóng vào ngày 23 tháng 11 năm 2018.

#### Diễn viên chính
- Jumpol Adulkittiporn (Off) vai Pick
- Atthaphan Phunsawat (Gun) vai Rome

#### Diễn viên phụ
- Weerayut Chansook (Arm) vai Good
- Phongsathorn Padungktiwong (Green) vai Pao
- Petchbuntoon Pongphan (Louis) vai Nueng
- Chanunphat Kamolkiriluck (Gigie) vai Jay

### TậpInSun
Phát sóng vào ngày 30 tháng 11 năm 2018.

#### Diễn viên chính
- Purim Rattanaruangwattana (Pluem) vai In
- Wachirawit Ruangwiwat (Chimon) vai Sun

#### Diễn viên phụ
- Chinrat Siripongchawalit (Mike) vai Toey

### TậpTeeMork
Phát sóng vào ngày 7 tháng 12 năm 2018.

#### Diễn viên chính
- Thanatsaran Samthonglai (Frank) vai Tee
- Sattabut Laedeke (Drake) vai Mork

#### Diễn viên phụ
- Phuwin Tangsakyuen vai Morn
- Trai Nimtawat (Neo) vai Gord
- Phatchara Tubthong (Kapook) vai Nae

#### Khách mời
- Chayapol Jutamat (AJ) vai Ton
- Thanawat Rattanakitpaisan (Khaotung) vai Au

### TậpPeteKao
Phát sóng vào ngày 14 tháng 12 năm 2018.

#### Diễn viên chính
- Tawan Vihokratana (Tay) vai Pete
- Thitipoom Techaapaikhun (New) vai Kao

#### Khách mời
- Tatchakorn Boonlapayanan (Godji)

### TậpArthitKongpob
Phát sóng vào ngày 21 tháng 12 năm 2018.

#### Diễn viên chính
- Perawat Sangpotirat (Krist) vai Arthit
- Prachaya Ruangroj (Singto) vai Kongpob

#### Diễn viên phụ
- Korn Khunatipapisiri (Oaujun) vai Tew
- Ployshompoo Supasap (Jan) vai Praepailin
- Neen Suwanamas vai May
- Naradon Namboonjit (Prince) vai Oak
- Chanagun Arpornsutinan (Gunsmile) vai Prem
- Natthawaranthorn Khamchoo vai Tutah

#### Khách mời
- Sivakorn Lertchuchot (Guy) vai Yong